# Giovanni di Licopoli
Giovanni di Licopoli (Licopoli, 305 – 395) è stato un religioso egiziano. È anche conosciuto come Giovanni d'Egitto, Giovanni della Tebaide, Giovanni Anacoreta, Giovanni Eremita e il Profeta della Tebaide.

## Biografia
Nato agli inizi del IV secolo, era un carpentiere di Licopoli (Medio Egitto). A 25 anni prese i voti monastici e visse per quindici anni nei diversi monasteri egiziani. Poi giunse nella Tebaide e divenne un eremita su una montagna. Visse la maggior parte della sua vita in una piccola cella murata. Si dedicò alla preghiera, alla meditazione e all'insegnamento. La sua fama di sapienza e di santità lo fece essere scelto come consigliere dell'imperatore Teodosio.
Secondo la tradizione agiografica, aveva il dono della profezia, della guarigione e della conoscenza dei peccati nascosti dei suoi visitatori. Venne detto "il veggente" o "il profeta della Tebaide". Era conosciuto e ammirato da san Girolamo, Agostino di Ippona, san Cassiano e san Palladio.

## Culto
Secondo il Martirologio Romano il giorno dedicato al santo è il 17 ottobre.

## Citazioni letterarie
Giovanni di Licopoli viene ricordato come Giovanni d'Egitto e preso ad esempio di saggezza e di valore, nel Taide (romanzo), opera del 1890 di Anatole France, che narra la leggenda di Santa Taide, prostituta convertitasi al cristianesimo, originaria di Alessandria d'Egitto come Giovanni di Licopoli e vissuta nello stesso periodo dell'anacoreta.